# Campeonato Mato-Grossense 1995
In 1995 werd het 53ste Campeonato Mato-Grossense gespeeld voor voetbalclubs uit de Braziliaanse staat Mato Grosso. De competitie werd georganiseerd door de FMF en werd gespeeld van 11 maart tot 4 augustus. Operário werd kampioen.
Traditieclub Operário Várzea-Grandense verdween door financiële problemen, EC Operário werd als opvolger opgericht. 

## Eerste toernooi
| Plaats | Club               | Wed. | W  | G | V  | Saldo | Ptn. |
| ------ | ------------------ | ---- | -- | - | -- | ----- | ---- |
| 1.     | Operário           | 17   | 11 | 5 | 1  | 43:11 | 41   |
| 2.     | Sinop              | 18   | 9  | 5 | 4  | 29:14 | 32   |
| 3.     | União Rondonópolis | 18   | 9  | 4 | 5  | 27:18 | 31   |
| 4.     | Cáceres            | 18   | 8  | 6 | 4  | 18:15 | 30   |
| 5.     | Vila Aurora        | 18   | 8  | 4 | 6  | 21:15 | 28   |
| 6.     | Sorriso            | 16   | 5  | 5 | 6  | 18:21 | 20   |
| 7.     | Tangará            | 16   | 5  | 4 | 7  | 14:21 | 19   |
| 8.     | Barra do Garças    | 17   | 3  | 6 | 8  | 17:34 | 15   |
| 9.     | União Garimpeira   | 15   | 3  | 1 | 11 | 10:24 | 10   |
| 10.    | Dom Bosco          | 15   | 1  | 4 | 10 | 10:34 | 7    |

|  | Geplaatst voor tweede toernooi |

## Tweede toernooi
| Plaats | Club               | Wed. | W | G | V | Saldo | Ptn. |
| ------ | ------------------ | ---- | - | - | - | ----- | ---- |
| 1.     | Operário           | 6    | 5 | 0 | 1 | 13:3  | 15   |
| 2.     | União Rondonópolis | 6    | 3 | 1 | 2 | 5:6   | 10   |
| 3.     | Sinop              | 6    | 2 | 1 | 3 | 10:6  | 7    |
| 4.     | Cáceres            | 6    | 0 | 2 | 4 | 2:15  | 2    |

|  | Geplaatst voor finale |

## Finale
|              |       |       |          |  |
| 29 juli Heen | União | 0 – 1 | Operário |  |
| 29 juli Heen |       |       |          |  |

|                  |          |       |       |  |
| 4 augustus Terug | Operário | 2 – 1 | União |  |
| 4 augustus Terug |          |       |       |  |

## Kampioen
| Campeonato Mato-Grossense de 1995 |
| Mato-Grosso                       |
| --------------------------------- |
| OPERÁRIO Kampioen (1° titel)      |